# غاردنر مورفي
جاردنر مورفي (1895-1979) إخصائي علم النفس، أمريكي، متخصص في علم النفس الاجتماعي، علم نفس الشخصية وعلم ما وراء النفس. أحد خدماته المهنية الأساسية تتمثل في رئاسته جمعية علم النفس الأمريكية وجمعية الأبحاث العقلانية/الروحية ببريطانيا. 

## السيرة الذاتية
ولد مورفي في الثامن من شهر يوليو، عام 1895 في تشيليكوث بولاية أوهايو الأمريكية. مورفي هو نجل إدغر غاردنر مورفي، وزير الكنيسة الأسقفية. بعد تخرجه بشهادة بكالوريوس من جامعة ييل في 1916، التحق مورفي بجامعة هارفارد ليعمل مع ليونارد تومسون ترولند في تجربة توارد الخواطر أو الاتصال بالعقل الآخر، وقد حصل على شهادة الماجستير في 1917. نجح مورفي ترولند كحامل لمنحة هوديغسون للأبحاث العقلانية/ الروحية بجامعة هارفارد. بعد الحرب (ويقصد بذلك الحرب العالمية الأولى)، في 1919، تابع مورفي دراساته في جامعة كولومبيا ساعياً لشهادة الدكتوراة، كوفئ مورفي في 1923، مع العمل في إطار منحة هوديغسون.